# مایو ای. شاتاک سوم
مایو ای. شاتاک سوم (به انگلیسی: Mayo A. Shattuck III) (زاده ۱۹۵۴) کارآفرین، بازرگان و مدیر ارشد اجرایی آمریکایی است، که در حال حاضر به‌عنوان رئیس هیئت مدیره شرکت اکسلون فعالیت می‌کند.